# Pont Trencat
El Pont Trencat està situat a l'entrada de la vila de Sant Celoni des de Barcelona, al costat de la carretera comarcal. S'aixeca sobre la Tordera a la zona que fa de límit entre els termes de Sant Celoni i Santa Maria de Palautordera, i travessava el riu seguint el traçat de l'antiga via Augusta romana i el camí ral medieval. Es tracta d'un pont d'estil gòtic que es va construir a l'època medieval, entre els segles xiv i xv. Originàriament tenia dos ulls amb arcades apuntades, però només en conserva un, bastit a consciència amb carreus de pedra, que pertany a Palautordera. La resta es destruí durant la Guerra del Francès el febrer de 1811, en la batalla de la Tordera, per ordre del general Obispo i amb l'objectiu d'assegurar la retirada i dificultar el pas de les tropes napoleòniques. La carretera es quedà sense pont fins que es construí el pont de la Reina, anomenat així perquè tenia una placa amb la inscripció "Reinando Dª Isabel 2ª. Año de 1866". Aquest darrer es coneix popularment com a pont de la Sila o de la Cantina, i actualment serveix per a accedir a Olzinelles.
La referència documental més antiga que tenim del Pont Trencat és de 1453. Aleshores, com que estava en mal estat, la reina Maria, esposa d'Alfons el Magnànim, concedí permís als jurats i síndics de Sant Celoni per reedificar-lo i cobrar els drets de pontatge per sufragar les despeses de la reparació i conservació del pont. Malgrat la pressió dels consellers de Barcelona, que aconseguiren que el privilegi es derogués durant uns anys, es recuperà el 1457, i el 1471 Joan II el prorrogà per vint anys més. El 1753 s'hi van tornar a fer obres, en les quals també participaren els pobles de Palautordera i Vallgorguina. Alguns viatgers del segle xviii fan referència al pont en els seus escrits: Francisco de Zamora estigué per la vila el 1790, "pasando antes un puente de dos ojos muy grandes, y bien construido". El mateix any Rafael d'Amat, baró de Maldà, en la descripció de Sant Celoni, diu que a "alguna mitja hora de distància anant-se a Barcelona, queda lo pont de Sant Celoni i hostal immediat".
L'any 2003 el Pont Trencat es restaurà i completà amb una estructura metàl·lica d'acer que evoca la forma original, dissenyada per l'enginyer Xavier Font. La intervenció ha estat objecte de prestigiosos premis nacionals i internacionals.
Segurament en aquest indret hi havia hagut un pont romà anterior o, si més no, un gual, per a facilitar el pas per la via Augusta, però no se n'han trobat restes arqueològiques. En l'època romana diverses vies unien Roma amb les principals ciutats dels confins de l'imperi. L'antiga via Heraclea, procedent dels Pirineus, es dirigia a Cartago Nova (Cartagena) i Gades (Cadis) passant pel terme actual de Sant Celoni. Posteriorment aquest camí es va reformar i va rebre el nom de via Augusta en el tram corresponent a la península Ibèrica. Les notícies sobre el traçat de la via Augusta són escasses i difícils de verificar. Procedent de Girona arribava al Vallès per la Batllòria i Gualba de Baix fins a Sant Celoni. Durant l'edat mitjana la via Augusta es transformà en el camí ral o reial, que serví fins al segle xix, quan es van construir les noves carreteres. En aquesta època les rutes que duien cap al nord també rebien el nom de strata francisca (camí dels francs), com troben documentat en el camí que passava per Sant Celoni.

## Galeria d'imatges

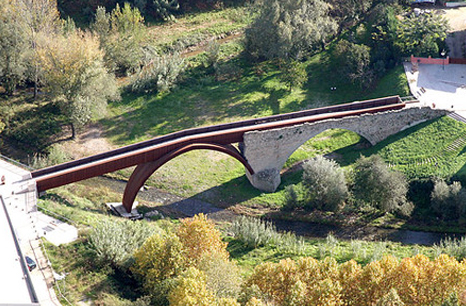
Vista aèria
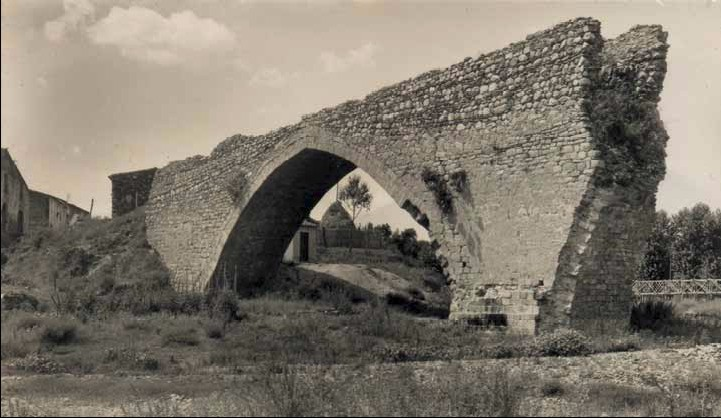
El Pont Trencat, abans de la restauració de 2003
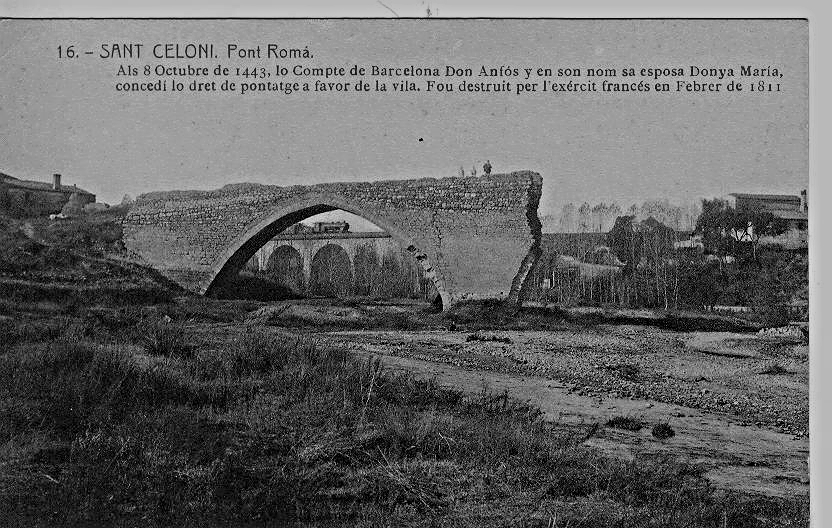
El Pont Trencat en una targeta postal de 1913